# كينيث بينبريدج
كينيث بينبريدج (بالإنجليزية: Kenneth Bainbridge) (و. 1904 – 1996 م) هو فيزيائي، وعالم نووي، وأستاذ جامعي من الولايات المتحدة الأمريكية . ولد في كوبرستاون (نيويورك) . شارك في مشروع مانهاتن .وكان عضواً في الأكاديمية الأمريكية للفنون والعلوم .
توفي في ليكسينغتون (ماساتشوستس) ، عن عمر يناهز 92 عاماً.

## التعليم
تعلم في جامعة برنستون، ومعهد ماساتشوست للتكنولوجيا، ومدرسة هوراس مان ‏

## مناصب وهيئات
أدار جامعة هارفارد.

## جوائز
حصل على جوائز منها:
- زمالة غوغنهايم.